# Peratophyga xanthyala
Peratophyga xanthyala là một loài bướm đêm trong họ Geometridae.